# 을화 (드라마)
《을화》는 1980년 12월 18일에 방영된 TV문학관으로, 김동리의 소설 《을화》를 영상화하였다.

## 출연
- 장미희
- 백윤식
- 임동진
- 김난영
- 김순철
- 민지환
- 최정훈
- 신구
- 서우림
- 박주아
- 오현경
- 여운계
- 최선자
- 전원주
- 서승현
- 장미자
- 김동완
- 김성환
- 안대선
- 이진숙
- 조윤숙
- 홍순녀
- 신수강
- 봉혜선
- 남윤정
- 박현정
- 정재순
- 신소영
- 전병옥
- 공경구
- 박양례
- 박재주
- 장광비
- 한정국
- 김소유
- 김혜숙
- 김정환
- 김희진

## 수상
- 1981년 제17회 백상예술대상 TV부문 대상
- 1981년 제17회 백상예술대상 작품상
- 1981년 제17회 백상예술대상 여자연기상 - 장미희